# 1953年问题

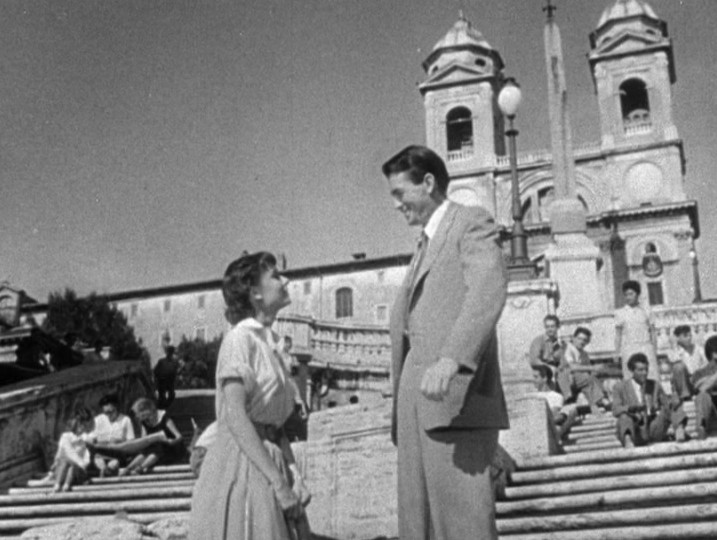
引发1953年问题的影片之一《罗马假日》

1953年问题，是日本著作权法上对于1953年以集体名义发表的电影作品的保护期限的相关法律问题。对这一问题，存在着两种对立的观点：一种观点认为同年发表的电影的著作权保护期限至2003年12月31日为止，另一种观点则认为保护期限应至2023年12月31日为止。
1953年，包括《罗马假日》和《原野奇侠》等名片在日本公映，当时日本政府文化厅认为上述作品的著作权应存续至2023年，但这一观点最终被日本最高法院推翻，使得这一法律问题受到关注。2007年12月18日，日本最高法院判决认定，于1953年公映的具有集体创作性质的电影的著作权保护期限至2003年12月31日为止，从而驳回了主张著作权的原告方请求，终结了对这一问题的司法程序。

## 问题点
2004年1月1日，日本施行《修订著作权法的一部分内容的法律》（平成15年法律第85号，以下称“修订法”）。在此之前，日本著作权法第54条1项（以下称“旧法”）规定，电影作品的著作权，于公开发表后存续50年。但是，根据修订法而修改后的《著作权法》第54条1项（以下称“新法”）则规定，电影作品的著作权，于公开发表后存续70年。同时，修订法附则第2条规定，“在本法施行时，根据修改前的著作权法已经失效的电影作品的著作权，依此前法律规定。”因此，对于在2004年1月1日这一时点已经消灭的著作权而言，将不适用新法的保护期限。另外，著作权法对于著作权保护期限的计算方法，规定“计算期限的终期时，应从著作物公开发表或创作完成之日所属年份的次年开始起算”，即采用历年主义。（日本著作权法第57条）。
在上述法律规定的背景下，1953年公映的具有集体创作性质的电影作品的著作权的消灭时间就成了一个课题。
根据历年主义，上述作品的保护期限应自1954年1月1日起算，根据旧法规定，应于2003年12月31日消灭。关键在于，这类作品是否符合修订法附则第2条所述的“在本法施行时，根据修改前的著作权法已经失效的电影作品”的条件。如果符合，那么在1953年公映的电影作品著作权将于2003年12月31日（公开后50年）消灭。反之，如果不符合该条件，则作品著作权将存续至2023年12月31日（公开后70年）。上述对立的观点就构成了所谓的“1953年问题”。
值得注意的是，上述问题的适用范围只限于1953年公开发表的集体创作的具有独创性的电影作品。即使在1953年公开发表，但不具有独创性或以个人名义公开发表的电影作品，则不适用上述法律规定，属于该问题的讨论范围之外。

## 两种对立的论点
日本法学理论界和实务界对上述问题，持有两种观点：著作权保护期限至2003年12月31日的“消灭说”和保护期限至2023年12月31日的“存续说”。

### 消灭说
消灭说即认为著作权在上述修订法施行的时点已经消灭的观点，其依据是2003年12月31日与2004年1月1日是两个独立的日期。因为是不同的日期，因此在2003年12月31日著作权消灭，其次日的2004年1月1日，著作权已经不存在。根据修订法附则第2条，1953年公开发表的电影将进入公有领域，此后将可以被自由使用。
根据法律上的通常理解，2003年12月31日午夜12点（24点）与2004年1月1日凌晨0点属于两个不同的时点，因此较多的观点很自然地认为这两天属于不同的日期。
此外，新旧著作权法的第54条1项及第57条，都是以“年”为保护期限的计算单位。这属于“以年确定的期限”（日本民法第140条），而非“以小时确定的期限”（同法第139条）。因此根据民法第141条规定，以年确定的期限，“在其末日终了时期满”。因此，判断保护期限是否期满的基本单位是“天”而不是“小时”。从著作权法的表述上分析，也应该采用“不同的日期”这一观点。

### 存续说
存续说的论据在于，2003年12月31日午夜12点与2004年1月1日凌晨0点属于“同一时点”。如果是“同一时点”，那么应认定，在修订法施行时，著作权仍属于存续状态。因此，根据修订法附则第2条，上述作品的著作权保护期限应延长至2023年12月31日。
日本文化厅著作权课也持这种观点，主张上述两时点“紧合”，对于1953年公开发表的电影作品应适用新法，其著作权保护期限为70年。

## 司法判断
2006年，收录了电影《罗马假日》及《原野奇侠》（均为1953年公映）的低价DVD碟片开始发售。上述两部电影的著作权人美国派拉蒙电影公司对销售商提起民事诉讼，请求法院禁止上述DVD的销售行为，最终日本法院对案件作出判决，结束了1953年问题的争论。对此，派拉蒙公司并没有向日本最高法院提出上诉。

### 《罗马假日》事件
2006年5月25日，美国派拉蒙电影公司（以下简称“派拉蒙”），对于销售《罗马假日》（此后追加了《第十七战俘收容所》）的低价DVD光碟的株式会社提出诉讼，要求东京地方裁判所收缴上述作品的光碟，并禁止该公司的销售行为。派拉蒙此前曾向日本警方请求其收缴盗版影片，但警方答复其“是否属于盗版，有待司法判断”，因此派拉蒙向法院提出“假处分”申请。收到上述假处分申请后，公司停止了上述光碟的销售。
派拉蒙的主张就是存续说，认为应采用“同一时点”论。而则主张“消灭说”，认为应视为“不同日期”。
同年7月11日，东京地方裁判所民事第47部作出决定，从文理上解释，采用“不同日期说”，驳回了派拉蒙的申请。这也间接否定了文化厅的解释。
派拉蒙对此决定，立即向知识产权高等裁判所提出取消决定的抗告，但由于在10月另一起“原野奇侠”案件中败诉，其随后撤回了抗告。此后，公司暂时也未恢复对上述作品的销售，但12月份，另一家公司开始销售同样的低价DVD。因此2007年初，公司也正式恢复销售。

### 《原野奇侠》事件

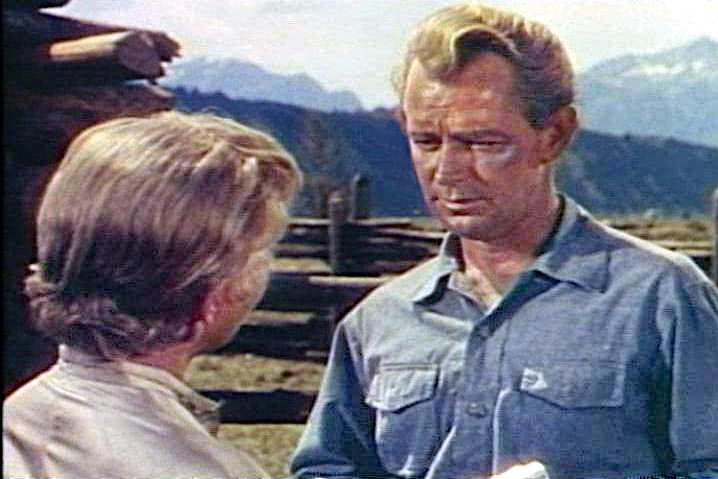
影片《原野奇侠》

与《罗马假日》同样，美国著名西部影片《原野奇侠》也在1953年公开上映，从派拉蒙电影公司处获得日本国内永久排他使用权的株式会社东北新社，向销售该作品低价光碟的株式会社以及有限会社提出诉讼，要求东京地方法院禁止两公司生产销售上述光碟，并提出了赔偿损失的请求。2006年10月6日，东京地方法院民事第29部做出了与民事第47部同样的决定，以相同的理由驳回了原告派拉蒙公司与东北新社的诉讼请求。
在审判过程中，原告提出的理由为：
|  | - 为了防止日本电影黄金期发表的各个作品的著作权的灭失 - 为了防止昭和28年（1953年）公开的作品著作权的灭失 |

另外，电影业界的代表也呼吁本案是一次“对日本电影的危机”，国会讨论修订法案时，部分委员提出
|  | 其他发达国家对电影作品的著作权保护期限基本都比日本长期化，因此需要延长电影作品的著作权保护期限，从而强化对电影作品的保护 |

但是，法院仍然认为2003年12月31日与2004年1月1日为两个独立的日期，因此1953年公开的电影作品的保护期限应于2003年12月31日期满。
原告方对本案判决不满，此后向知识产权高等法院提出上诉，并于2007年3月29日被该法院驳回。同年12月18日，日本最高法院作出最终判决，支持本案一审和二审的判决，从而确定了派拉蒙一方的败诉结果。

## 关联条目
- 电影
- 著作权保护期限
- 公有领域